# Kūshkdasht
Kūshkdasht (persiska: كوشکدشت, یارفیع) är en ort i Iran.   Den ligger i provinsen Qazvin, i den norra delen av landet, 110 km nordväst om huvudstaden Teheran. Kūshkdasht ligger 1 513 meter över havet och antalet invånare är 122.
Terrängen runt Kūshkdasht är bergig österut, men västerut är den kuperad. Kūshkdasht ligger nere i en dal som går i öst-västlig riktning.Runt Kūshkdasht är det ganska tätbefolkat, med 96 invånare per kvadratkilometer. Närmaste större samhälle är Mo'allem Kalāyeh, 15,4 km väster om Kūshkdasht. Trakten runt Kūshkdasht består i huvudsak av gräsmarker.